# Soga no Iruka

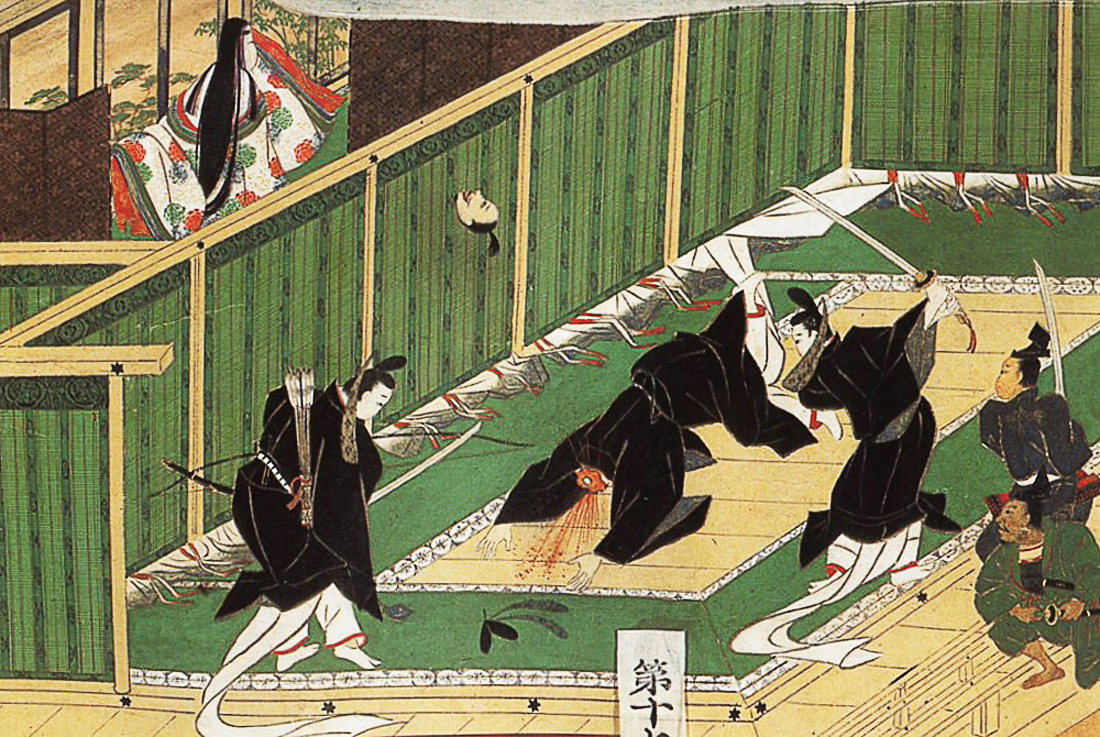
Representação do assassinato de Soga no Iruka.

Soga no Iruka (蘇我 入鹿, morreu a 10 de julho de 645, Yamato, Japão), foi um estadista do período Asuka do Japão. Líder da poderosa família Soga, cujo assassinato resultou no retorno do poder governamental do imperador e na promulgação de uma série de reformas profundas e de largo alcance. Filho de Soga no Emishi, foi assassinado pelo príncipe Naka-no-Ōe (ver: Incidente de Isshi) enquanto tentava assassinar o príncipe Yamashiro com o propósito de governar a família imperial. Emishi cometeu seppuku posteriormente à morte do seu filho e a linha hereditária do clã Soga foi extinta.

## História
Em 587, depois de derrotar o rival clã Mononobe, a família Soga dominava por completo a corte imperial. Soga Umako, avô de Iruka, contentava-se com o exercer do poder em segundo plano, entretanto, quando Soga Emishi, o pai de Iruka, tornou-se líder da família em 626, e assumiu várias das prerrogativas imperiais. Ao seu filho Iruka, Emishi concedeu uma coroa roxa e nomeou-o ministro imperial. Em 643, Iruka assassinou o príncipe Yamashiro Ōe - uma das figuras mais importantes da corte e herdeiro ao trono.
Quando ficaram evidentes as pretensões de Iruka de suceder ao trono, o príncipe imperial Naka no Ōe, juntamente com Nakatomi Kamatari, chefe do poderoso clã Nakatomi, assassinou Iruka enquanto este recebia a embaixada coreana na corte, o único lugar onde Iruka não se encontrava sob proteção de guarda-costas particulares. Membros dissidentes da família Soga ingressaram na trama e os seguidores de Iruka foram imediatamente repelidos. O príncipe Naka no Ōe (mais tarde, imperador Tenji) instituiu as famosas reformas Taika, que fortaleceram em muito o poder da corte imperial, pretendendo trazer uma maior centralização ao país.